# کودن (روان‌شناسی)
کودن (به انگلیسی: Moron) اصطلاحی است که زمانی در روان‌شناسی و روان‌پزشکی برای اشاره به کم‌توانی ذهنی خفیف بکار می‌رفت. این اصطلاح ارتباط تنگاتنگی با جنبش اصلاح نژاد در ایالات متحده داشت. کودن به کسانی گفته می‌شد که بهره هوشی بین ۵۱ تا ۷۰ داشته باشند.
زمانی که این اصطلاح در میان مردم رواج یافت، جامعه روان‌شناسی استفاده از آن را کنار گذاشت؛ زیرا بیشتر برای توهین استفاده می‌شد تا به شکل اصطلاحی روان‌شناختی. ابله (به انگلیسی: Idiot) از جمله دیگر اصطلاحات مشابه کودن است.